# (35246) 1995 UQ15
1995 UQ15 (asteroide 35246) é um asteroide da cintura principal. Possui uma excentricidade de 0.15020650 e uma inclinação de 3.92119º.
Este asteroide foi descoberto no dia 17 de outubro de 1995 por Spacewatch em Kitt Peak.